# سومین افسون
سومین افسون (انگلیسی: The Third Charm; کره‌ای: 제3의 매력) یک مجموعهٔ تلویزیونی کره جنوبی سال ۲۰۱۸ به کارگردانی پیو مین سو و با بازی سو کانگ جون و ایسوم است. این مجموعه از ۲۸ سپتامبر تا ۱۷ نوامبر ۲۰۱۸، روزهای جمعه و شنبه ساعت ۲۳:۰۰ (کی‌اس‌تی) از جی‌تی‌بی‌سی برای ۱۶ قسمت پخش شد.

## خلاصه داستان
این مجموعه، عشق واقع گرایانه دو فرد با شخصیت‌های کاملاً متضاد را دنبال می‌کند که به‌طور غیرمنتظره ای در یک قرار گروهی با یکدیگر آشنا شدند.

## بازیگران

### اصلی
- سو کانگ جون در نقش اون جون یونگ[۱۰]
- ایسوم در نقش لی یونگ جه

### مکمل
- یانگ دونگ گون در نقش لی دونگ جه[۱۱]
- لی یون جی در نقش بک جو ران[۱۲]
- مین وو هیوک در نقش چوی هو چول[۱۳][۱۴]
- کیم یون-هه در نقش مین سه اون[۱۵]
- لی سانگ یی در نقش هیون سانگ هیون[۱۶]
- پارک گیو-یونگ در نقش اون ری وون[۱۷]
- شین دو-هیون در نقش کیم سو هی[۱۸][۱۴]